# Palazzo Pasolini
Il Palazzo Pasolini dall'Onda è un edificio cinquecentesco sito nel centro storico di Faenza, in via Severoli 31, angolo via Pistocchi. È stato modificato alla fine del settecento dall'architetto Pistocchi, affrescato nel 1818 da Felice Giani ed è stata rifatta la facciata nel 1875.
Attualmente la veste del palazzo è ottocentesca.

## Storia
A metà degli anni '90, in seguito a degli scavi nei pressi dell'edificio (l'isolato compreso tra Corso Mazzini e le vie Zanelli, Severoli e Pistocchi), sono rinvenuti resti della domus romana, con ambienti pavimentati in mosaico. Grazie allo studio dei materiali ritrovati è stato possibile ricostruire l'evoluzione edilizia ed abitativa della zona dal II secolo a.C. fino all'età medievale.
L'impianto fondamentale dell'edificio risale al Cinquecento, del quale i caratteri architettonici sono riconoscibili soprattutto nell'androne di ingresso.
Prima della vendita di metà 1850, vi erano nel palazzo una ricca collezione di maioliche, pezzi d'arte, quadri e monete appartenente al conte Ferdinando Pasolini Dall’Onda; lo stesso conte commissionò nel 1818 a Felice Giani la decorazione di quattro sale.
In seguito ai conflitti bellici, quasi tutto l'operato di Giani andò perduto, a eccezione di due sale recuperate in seguito a dei lavori di restauro.
Successivamente, nel 1875, fu realizzata la facciata (progettata da Achille Ubaldini) in occasione del matrimonio del conte Nicola Pasolini dall'Onda con Amalia dei Marchesi Lalatta, su progetto di Achille Ubaldini. Lo stile della facciata, che ha salvato il grande portale a bugnato, è di tipo eclettico.
Il palazzo fu abitato ininterrottamente dalla nobile famiglia Pasolini dall'Onda fino al 1927.
È stato nel dopoguerra acquistato dal Partito Comunista Italiano.

## Famiglia
Il palazzo fu abitato fino al 1927 dalla nobile famiglia dei Pasolini dall'Onda, di origini cotignolesi ma suddivisi fra Ravenna, Cesena e Faenza. Il primo nucleo dei Pasolini a Faenza venne ad abitare in via Severoli nel primo Cinquecento. Altro ramo della famiglia si andò separando, dando origine ai Pasolini-Zanelli che, per successive parentele, ebbe a ricongiungersi ai Pasolini di Cesena.
Alla fine del XVIII si distinsero alcuni personaggi della famiglia, fra cui il conte Nicola che sposò la marchesa parmense Amalia Lalatta e godeva di prestigio alla corte ducale di Parma, e il figlio Ferdinando, letterato insigne, membro di varie accademie ed esperto in archeologia, che raccolse una notevole collezione di maioliche, oltre che a una ricca biblioteca, successivamente disperse.
Ferdinando sposò la contessa Orsola Rondinini, la quale, grazie alle numerose sorelle e alla madre Teresa Rondinini, legò stretti vincoli di parentela con il patriziato della Faenza ottocentesca.
Questo matrimonio lo legò con la famiglia Rondinini nota per le proprie idee liberali, ed egli acconsentì ad accogliere le riunioni segrete patriote del tempo nel proprio palazzo.
Nel 1849 il suo unico figlio maschio, conte Benvenuto, sposò la contessa Pazienza Laderchi, appartenente alla più nota fra le famiglie liberali del locale Patriziato.
Ferdinando si era avvicinato all'orlo della rovina con la cattiva amministrazione della sua ricchissima collezione, tanto che il figlio dovette procedere con l'interdizione.
Ebbe anche una figlia, Orobola, entrata nella famiglia forlivese dei Canestri Trotti.
Infine ebbe anche un figlio maschio, il conte Benvenuto, ultimo maschio della famiglia. A differenza del padre, era attratto dagli aspetti più pratici della vita. Si deve a lui l'introduzione, nelle nostre campagne, della trebbiatura meccanica. Morto nel 1871, ebbe una sola figlia, Orsola, la quale si sposò con il conte Dionigi Zauli Naldi e del quale rimase vedova in giovane età.
Orsola morì nel 1927, ultima della sua Casata.

## Architettura

### L'intervento di Giuseppe Pistocchi
L’impianto fondamentale del Palazzo Pasolini Dall’Onda risale al Cinquecento, del quale i caratteri architettonici sono riconoscibili soprattutto nell’androne di ingresso, con il soffitto a volta e i portali in pietra.
Con un intervento progettato da Giuseppe Pistocchi (il quinto incarico che ricevette a Faenza), tra il 1780 e il 1790, fu realizzato un doppio loggiato aperto sul cortile e inserito uno scalone monumentale a uso del piano superiore.
Mentre le colonne tuscaniche del piano terra probabilmente riprendono quelle esistenti nell'antico palazzo cinquecentesco, l'ordine superiore con le sue colonne ioniche e nuda trabeazione sovrastante sono di Pistocchi, come testimonia una lettera dell'architetto che riporta i costi delle colonne intere per il loggiato di sopra (3 – BCF, Archivio Zauli Naldi, busta 209, pp. 15).
A causa dei danni della prima guerra mondiale è difficile vedere l'intero operato di Pistocchi nel vano dello scalone.

### La facciata di Achille Ubaldini
Lo stile della facciata, (realizzata in occasione del matrimonio del conte Nicola Pasolini Dall’Onda con Amalia dei marchesi Lalatta), che ha salvato il grande portale a bugnato, è di tipo eclettico; fu progettata dall'ingegnere Achille Ubaldini e realizzata fra il 1875 e il 1880.
L'eccletismo di Ubaldini si situa fra recuperi cinquecenteschi e romanticismo neogotico, vivacizzati dall'immancabile presenza dell'apparato decorativo plastico-decorativo in terracotta e stucco.
Su recuperi di tipo cinquecentesco, come le aperture centinate a bugnato nella fascia del basamento, vi è inserito un richiamo alle memorie patrie con i busti delle “glorie civili faentine” inseriti sull'arco di ogni finestra. I busti sono stati modellati da Giovanni Collina Graziani.

### Le sale realizzate da Felice Giani
Il conte Ferdinando Pasolini Dall’Onda (noto appassionato di archeologia e numismatica, possedeva una collezione comprendente anche moltissime maioliche, dispersa con la vendita nel 1852), commissionò nel 1818 la decorazione pittorica di quattro sale raffiguranti Episodi delle gesta di Enea a Felice Giani, che si avvalse della collaborazione dell'ornatista Gaetano Bertolani.
In seguito il conte Benvenuto, figlio di Ferdinando, fece realizzare dall'architetto Achille Ubaldini l'attuale prospetto.
Con gli ultimi conflitti bellici il palazzo subì perdite significative, tra cui una sala decorata, una seconda sala intonacata, una terza sala venne soffittata, solamente una quarta sala conservò le decorazioni che vennero però annerite dal fumo.
Grazie a dei lavori di ristrutturazione sono state recuperate le decorazioni della seconda sala con Storie di Enea e Didone e della terza sala (eliminando il controsoffitto) con Storie della guerra di Troia.

#### Sala delleStorie della guerra di Troia
La sala è circolare, è coperta da cupola decorata con essenziali losanghe e rosoncini. La decorazione è stata a lungo sconosciuta, è stata recuperata con la demolizione di un controsoffitto che aveva nascosto i dipinti di Giani.
Al centro, scarsamente leggibile, il tondo con Enea che racconta a Didone la caduta di Troia, circondato dalla scritta Infandum regina iubes renovare dolorem.
Il racconto ha inizio con il tentativo di Laocoonte di dissuadere i troiani dall'introdurre il cavallo entro le mura di Troia e si conclude con la fuga di Enea dalla città in fiamme.
Quattro riquadri corrono alla base della cupola con i seguenti episodi: Laocoonte e il cavallo di legno, con la scritta Equo me credite teucri / Quidquid id est timeo danaos et dona ferentes; Il cavallo di legno varca le mura di Troia con la scritta Scandit fatalis machina muros / Foeta armis, Morte di Priamo con la scritta Referes ergo haec et nuntius idis pelidae genitori, Fuga da Troia di Enea con Anchise e Ascanio con la scritta Ergo age care pater cervici imponere nostrae / Ipse subibo humeris nec me labor ipse gravabit. Le scene rappresentano l'epopea di Troia traducendo visivamente questi versi.

### Sala delleStorie di Enea e Didone
Le scene sono ispirate al IV libro dell'Eneide, si stagliano oggi su un intonaco bianco, che ha coperto quasi per intero la trama decorativa originale.
Le scene sono dentro a scomparti ottagonali e raffigurano: Didone sacrifica agli dèi, Didone ed Enea nella grotta, Mercurio appare a Enea, Didone tenta di trattenere Enea. È perduta purtroppo gran parte del campo ornamentale del soffitto.

## Le maioliche di Palazzo Pasolini
Prima della dispersione con la vendita del 1852, il Palazzo comprendeva una collezione di circa 500 maioliche, interamente formata dal conte Ferdinando Pasolini Dall’Onda.
Le opere non provenivano solo da fabbriche faentine, vi erano opere urbinati, pesaresi, castellane. Comprendeva piatti, vasi, fiaschi, oltre che a quadri di diverse grandezze. Oltre alle maioliche vi erano pezzi d'arte, bronzi, monete, medaglie e medaglioni.
Il pezzo più antico della collezione era un grande medaglione, con al centro il nome di Gesù scritto a caratteri gotici, contornato da fogliame e ornati, datato 1475.
Vi erano poi opere firmate da artisti quali Mastro Giorgio (Giorgio Andreoli, vasaio di Gubbio), Francesco Xanto Rovigino (vasaio di Urbino) e Baldassare Manara (vasaio faentino).
Le opere di Mastro Giorgio sono undici e si distinguono per l'uso di colori cangianti giallo oro, rosso smagliante, color rame e color argento. In particolare vi è una maiolica che riporta un ratto di una femmina, particolare poiché reca il nome scritto per intero “M.° GIORGIO”, unico esempio tra i lavori dell'artigiano.
Per mano di Xanto si hanno 29 pezzi, 17 dei quali con una o più iniziali del suo nome e di quello della sua patria (lavorò ad Urbino). La sua firma è solitamente Fra. X. R. o F.X.R.. Particolare è una coppetta con dipinti Dedalo e Icaro in volo, con Icaro intento a cadere. Sotto di loro vi è il fiume Eridano personificato. Singolare è l'indicazione Avello, che rivela il significato dell'iniziale A ritrovata in altri piatti. Nonostante l'artista abbia spesso omesso questo cognome, l'opera è certamente sua per l'indicazione geografica, per i colori e la maniera.
Rimarcabili sono le maioliche che recano l'anno, la città e l'artefice. Un esempio di questo è un'opera di Baldassare Manara di Faenza. Si tratta di un medaglione con un guerriero a cavallo, con annotato anno (1536), provenienza (Faenza) e artefice.
Due scodelle si distinguono per la dedica, una raffigurante il fatto di Muzio Scevola e l'altra con l'imperatore Traiano a cavallo con seguito, entrambe con dedica che accerta la loro appartenenza alla donazione di Duca D'Urbino Guidobaldo II a Frate Andrea da Volterra.
Seguono a questi lavori altri dell'epoca della decadenza, che mostrano i primi sforzi verso il progresso. Questo filone si perpetuò nel regno di Napoli specialmente grazie alla famiglia dei Grue, per i quali lavorarono artisti artigiani nei secoli XVII e XVIII. Di questi sono due pezzi nella raccolta di opere: un quadro di forma rettangolare che rappresenta Mosè che mostra le tavole al popolo ebraico (composizione che presenta oltre 50 figure), e sei posate in metallo dorato con manico di maiolica verde e cucchiaio interamente in maiolica.

## Ladomusromana di Palazzo Pasolini
Tra la fine del 1994 e l'inizio del 1995 la Soprintendenza per i Beni Archeologici dell'Emilia-Romagna ha portato in luce a Faenza una grande domus di età augustea, con pavimentazioni in mosaico, marmi policromi e una decorazione parietale ed architettonica, purtroppo pervenuta solo a livello frammentario. Dalla qualità dei pavimenti a mosaico si evince che la domus apparteneva sicuramente ad una famiglia di elevato rango sociale e notevoli capacità economiche.
Dalle indagini archeologiche e lo studio dei materiali è stato possibile ricostruire le vicende dell'isolato dal II secolo d.C. fino all'età medievale. L'area, posizionata nel pieno centro storico, è stata utilizzata prima come area artigianale e poi, dal primo periodo imperiale, come abitazione. In seguito ci fu un periodo di decadenza che però non portò mai del tutto ad un abbandono della zona.

### Le fasi di frequentazione dell'area delladomus
La prima fase di frequentazione dell'area, caratterizzata come spazio aperto, è databile tra la seconda metà del II secolo e la prima metà del I secolo a.C.
L'area si può intendere stabilmente frequentata grazie alla presenza di due livelli di piani pavimentali realizzati in terreno battuto più volte rifatti.
Un secondo periodo di frequentazione è compreso tra la prima metà e il pieno I secolo a.C., durante il quale la zona è occupata da un'attività artigianale e produttiva. I piani di calpestio, rifatti più volte, sono in semplice terreno battuto. Si registra la presenza di tre buche di forma regolare, una di seguito all'altra.
Successivamente, intorno all'età augustea, nell'area viene edificata una domus. Questo periodo comprende una prima fase di interventi di preparazione e regolarizzazione della zona di poco anteriori all'edificazione dell'edificio.
Sono stati rinvenuti tre ambienti: procedendo da ovest verso est vi è il primo ambiente che risulta pavimentato in battuto, il secondo ambiente presenta un pavimento in ciottoli; questi ambienti sono divisi da un muro. Il terzo ambiente rinvenuto conservava una parte della pavimentazione in mosaico ed è chiuso a ovest da un muro.
Due di questi ambienti presentavano pavimentazioni povere in battuti di terreno o in ciottoli, alle quali coesistevano mosaici di notevole livello.
La parte orientale si presume fosse occupata da uno spazio aperto sistemato a portico o a tettoia. In questa zona erano presenti una serie di buche. Una di queste conteneva al suo interno una gran quantità di ceramica depurata, tra cui scarti di lavorazione e argilla greificata che portano a ipotizzare la presenza di una fornace nelle vicinanze. Altre due buche avevano al loro interno alcune brocchette in ceramica comune depurata, e queste deposizioni paiono intenzionali poiché il diametro di una brocca è di poco inferiore a quello della buca, particolare che permette di ipotizzare che fosse costruita su misura.
Dopo trasformazioni e ampliamenti, la domus acquisisce la sua forma definitiva intorno alla fine del I secolo d.C. Tra gli ambienti, solo il terzo rimane della sua forma originaria, mentre il primo e il secondo ambiente vengono accorpati in una grande sala di rappresentanza, con l'abbattimento del muro che divideva i due vani. La sala è pavimentata in opus sectile e si può datare all'età flavia. Viene creato un quarto ambiente, pavimentato in mosaico bianco e nero, inglobando la zona orientale, che in precedenza era probabilmente un ambiente esterno.
Tra la fine del II secolo d.C. e l'abbandono, vi sono alcuni piccoli interventi di ripristino e modifica che interessano la domus, in particolare nell'area con il pavimento in sectile, ipotesi confermata dalla presenza nel sottofondo pavimentale di frammenti di marmo di Iasos, importati solo dalla fine del II secolo d.C. .
L'abbandono è databile tra la fine del IV secolo e il V secolo d.C. . Fu spoliata la zona occidentale e a distanza di breve tempo seguirono tutte le strutture. Dopo l'abbandono e la spoliazione l'area della domus rimane un vuoto all'interno dell'isolato urbano.
Tra la fine del V secolo e la prima metà del VII secolo d.C. vengono stesi sull'area livelli di terreno di riporto con frammenti ceramici databili a quell'epoca, e durante l'età tardoantica fu realizzata nell'area una grande fossa, zona di scarico e seppellimento rifiuti.
L'area viene probabilmente di nuovo abitata in età medievale, vennero costruiti un pozzo e un muro in ciottoli e in seguito tre fosse da grano. Dopo di questo, nel corso del XVI secolo, nell'area si impiantò una larga tettoia (presenza dimostrata dalle fosse di spoliazione relative a quattro grandi pilastri).